# Tornado in Bützow

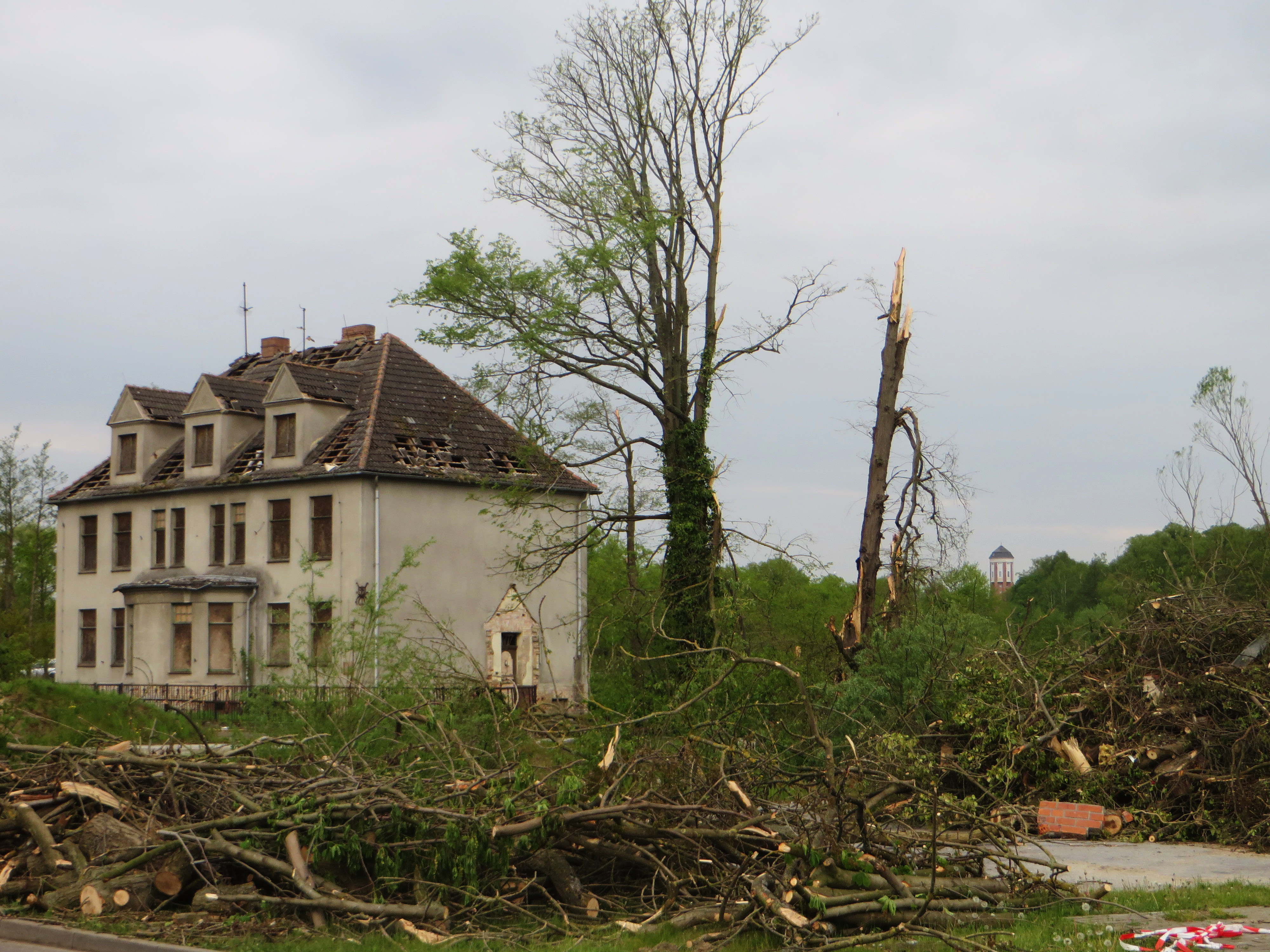
Tornadoschäden in Bützow

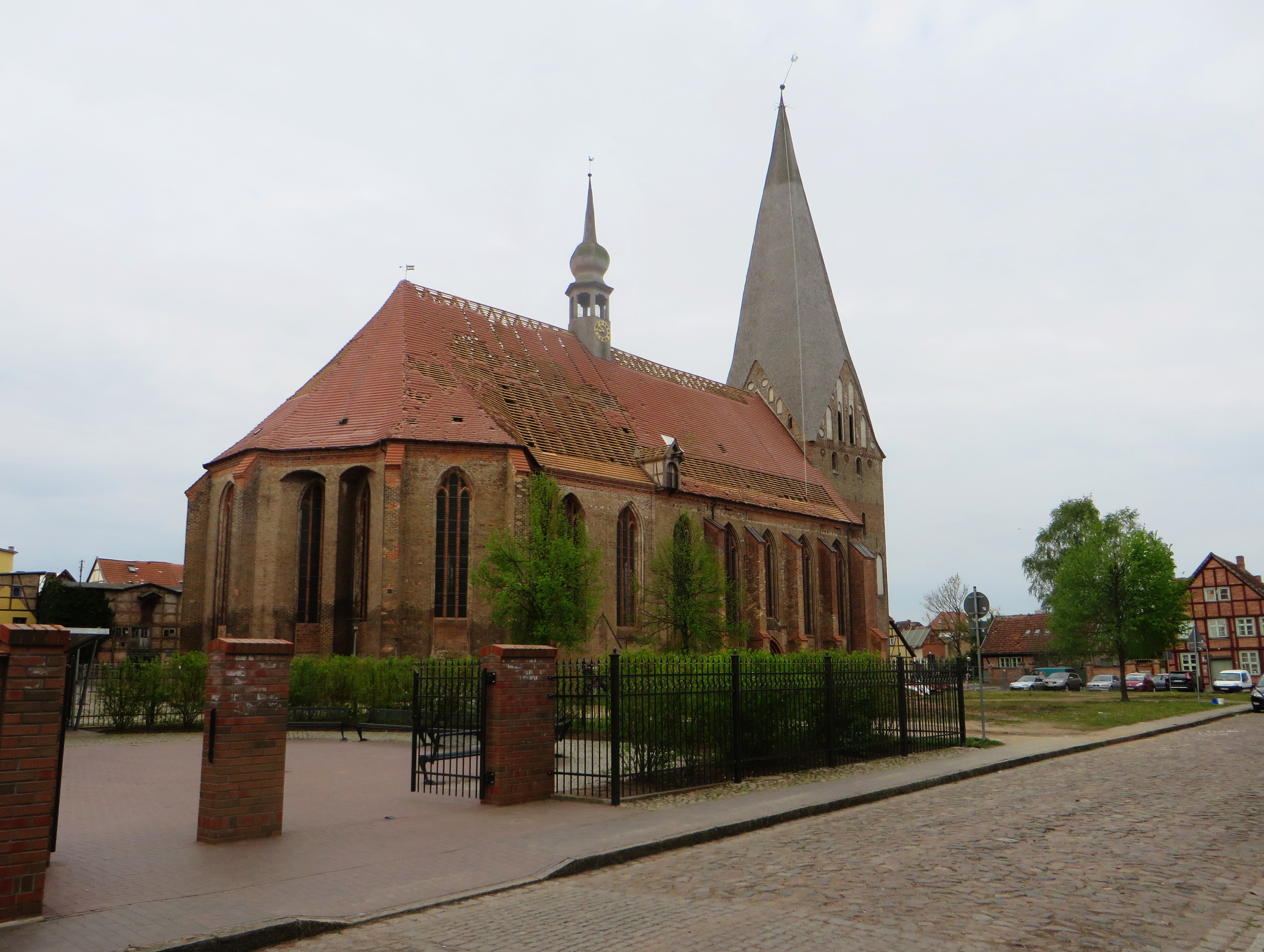
Bützower Stiftskirche mit großflächig abgedecktem Dach, vier Tage nach dem Tornado

Der Tornado in Bützow war ein Tornado der Stufe F3 (Fujita-Skala / TORRO-Skala), der 2015 durch den Ort zog. Dies entspricht Windgeschwindigkeiten zwischen 255 km/h und 335 km/h, dabei eher im unteren Bereich.

## Ablauf
Der Tornado zog am Abend des 5. Mai 2015 zwischen 18:45 und 18:50 durch Bützow im Landkreis Rostock. Dabei wurden etwa 30 Personen verletzt. Weiter im Stadtinneren wurde ein PKW um 70 Meter versetzt, was ebenfalls auf einen Sturm der genannten Stärke hindeutet. 16 Häuser wurden so stark beschädigt, dass sie für unbewohnbar erklärt und gesperrt werden mussten. Die Zugbahn des Tornados hatte eine Länge von 14,8 Kilometern und reichte bis östlich von Kassow. Die Schneise war durchschnittlich 600, stellenweise auch bis zu 1500 Meter breit. Es handelte sich um einen sogenannten „Wedge-Tornado“. Die Windhose war ein sogenannter Multivortex-Tornado, das heißt, sie bestand aus mehreren Teilwirbeln. Zum Zeitpunkt des Tornados wies die betreffende Superzelle ein deutlich sichtbares Hakenecho auf.
2017 war der Großteil der Schäden, die rund 40 Millionen Euro betrugen, beseitigt.

## Wetterlage
Am 5. Mai 2015 befand sich das Zentrum des Tiefdruckgebiets Zoran über den Britischen Inseln. Es führte warme Luft aus Nordafrika und dem Mittelmeerraum nach Deutschland, so dass die Tagestemperaturen auf Werte von 20 °C bis 27 °C stiegen. Vor der Kaltfront zogen von den Niederlanden her kräftige Niederschläge mit Gewittern ostwärts über Norddeutschland hinweg. Ein Kurzwellentrog in der Höhe verstärkte die Hebungsprozesse an der Luftmassengrenze. In Süddeutschland wurde durch einen starken Föhn, der auf der Zugspitze in Böen bis zu 120 km/h erreichte, die Entstehung von Gewittern bis zum Abend verhindert. In diesen Gewittern, die teils mit Hagel einhergingen, erreichten manche Böen Orkanstärke. Aus diesen Gewittern gingen in Mecklenburg-Vorpommern mindestens sechs Tornados hervor, von denen der Tornado in Bützow der stärkste war. Die Stärke F2 erreichte ein in Groß Laasch beobachteter Tornado. Die beiden Tornados in Brüel und Ahrensbök erreichten die Stärke F1. Hinzu kamen mehrere Tornado-Verdachtsfälle, unter anderem in Lübeck.

## Belege
1. ↑  www.edac.biz: Tornado Bützow 2015. Abgerufen am 11. Januar 2021.
2. ↑  https://web.archive.org/web/20230501214143/https://eswd.eu/cgi-bin/eswd.cgi?lang=en_0&lastquery=21404563073
3. ↑  Ansgar Siemens: Tornado in Bützow: „Dachziegel haben Autos durchlöchert“. In: Spiegel Online. 6. Mai 2015, abgerufen am 18. Mai 2015.
4. 1 2 3  Tornadoliste Deutschland. Abgerufen am 21. September 2020.
5. ↑  Bützow Tornado, Archiveintrag. Archiviert vom Original (nicht mehr online verfügbar) am 7. August 2019; abgerufen am 24. Juli 2019.  Info: Der Archivlink wurde automatisch eingesetzt und noch nicht geprüft. Bitte prüfe Original- und Archivlink gemäß Anleitung und entferne dann diesen Hinweis.
6. ↑  http://kachelmannwetter.com/de/regenradar/deutschland/mecklenburg-vorpommern/rostock/20150505-1630z.html
7. ↑  Offizielles Forum von Skywarn Deutschland e. V. – (Tornado) 05. Mai 2015 – Bützow (LRO|MV). In: forum.skywarn.de. Abgerufen am 18. Mai 2015.
8. ↑  Die Narben verheilen. Schweriner Volkszeitung, 3. Mai 2017, archiviert vom Original am 3. Mai 2017; abgerufen am 5. Mai 2017.
9. ↑  Unwetter mit Tornados richten am 5. Mai 2015 schwere Schäden in Norddeutschland an. (PDF, 1,1 MB) Deutscher Wetterdienst, 6. Mai 2015, abgerufen am 21. September 2020.